# Coupe Gambardella 2009-2010
Navigation
Édition précédente Édition suivante
La Coupe Gambardella de football est organisée durant la saison 2009-2010 par la Fédération française de football (FFF) et ses ligues régionales, et se déroule sur toute la saison, de décembre à mai. La compétition à élimination directe met aux prises les clubs de -19 ans à travers la France.

## Déroulement de la compétition
Le système est le même que celui utilisé les années précédentes.
Niveaux :
(1) National
(2) Ligue
(3) District
Cette page ne présente les résultats qu'à partir des 64èmes de finale.

## Calendrier

### Soixante-quatrièmes de finale
Le 64e de finale voit l'entrée dans la compétition des équipes des moins de 19 ans nationaux, s'ajoutant aux 72 qualifiés du 1er tour fédéral.
Le tirage au sort a lieu le 17 décembre 2009 au siège de la Fédération française de football.
| Match | Club (division)            | Score | Club (division) | T.a.b | Lieu de la rencontre                        | Date et heure |
| ----- | -------------------------- | ----- | --------------- | ----- | ------------------------------------------- | ------------- |
| 1     | FC Sochaux-Montbéliard (1) | 11-0  | US Orléans      |       | Terrain synthétique d'Annequin, Montbéliard | 17/01/2010    |
| 2     | J3S Amilly                 | 0-2   | FC Metz (1)     |       |                                             |               |

### 32ede finale
| Match | Club (division)  | Score | Club (division)            | T.a.b | Lieu de la rencontre         | Date et heure |
| ----- | ---------------- | ----- | -------------------------- | ----- | ---------------------------- | ------------- |
| 1     | Dijon FCO        | 2-5   | FC Sochaux-Montbéliard (1) |       | Stade des Poussots, Dijon    | 31/01/2010    |
| 2     | Thionville FC    | 0-5   | FC Metz (1)                |       |                              |               |
| 3     | FC Rhône Vallées | 2-1   | OGC Nice                   |       | Stade Emile Dupau, Le Pouzin |               |

### 16ede finale
| Match | Club (division)  | Score | Club (division)            | T.a.b | Lieu de la rencontre         | Date et heure |
| ----- | ---------------- | ----- | -------------------------- | ----- | ---------------------------- | ------------- |
| 1     | FC Rhône Vallées | 1-5   | FC Sochaux-Montbéliard (1) |       | Stade Emile Dupau, Le Pouzin | 21/02/2010    |
| 2     | US Chantilly     | 1-3   | FC Metz (1)                |       |                              |               |

### Huitième de finale
| Match | Club (division)      | Score | Club (division)            | T.a.b | Lieu de la rencontre         | Date et heure |
| ----- | -------------------- | ----- | -------------------------- | ----- | ---------------------------- | ------------- |
| 1     | FC Gueugnon          | 0-0   | FC Sochaux-Montbéliard (1) | 4-5   | Stade Jean Laville, Gueugnon | 14/03/2010    |
| 2     | AS Saint-Etienne (1) | 1-1   | FC Metz (1)                | 3-4   |                              |               |

### Quarts de finale
- Les rencontres se déroulent le dimanche 4 avril 2010.

| Match | Club (division)     | Score | Club (division)        | T.a.b | Lieu de la rencontre         | Date et heure       |
| ----- | ------------------- | ----- | ---------------------- | ----- | ---------------------------- | ------------------- |
| 1     | FC Metz (1)         | 3-3   | Olympique lyonnais (1) | 3-2   | Stade Baron Dufour, Metz     | 04/04/2010, 16 h 00 |
| 2     | Stade lavallois (2) | 1-2   | CS Sedan-Ardennes (1)  |       | Stade Louis Bechu, Laval     | 04/04/2010, 15 h 00 |
| 3     | Paris FC (2)        | 0-2   | FC Nantes (1)          |       | Stade Maryse Hilsz, Paris    | 04/04/2010, 15 h 00 |
| 4     | FC Sochaux (1)      | 2-1   | Toulouse FC (1)        |       | Stade René Blum, Montbéliard | 04/04/2010, 14 h 30 |

### Demi-finales
- Les rencontres se déroulent le dimanche 18 avril 2010.

| Club (division) | Score | Club (division) | T.a.b | Lieu de la rencontre       | Date et heure       |
| --------------- | ----- | --------------- | ----- | -------------------------- | ------------------- |
| FC Sochaux (1)  | 4-1   | FC Nantes (1)   |       | Stade de Baradel, Aurillac | 18/04/2010, 15 h 00 |
| FC Metz (1)     | 3-1   | CS Sedan (1)    |       | Stade de Baradel, Aurillac | 18/04/2010, 17 h 30 |

### Finale
- La rencontre a lieu le samedi 1er mai 2010, en lever de rideau de la finale de la Coupe de France.

| Équipe 1               | Résultat | Équipe 2 | T.a.b. |
| ---------------------- | -------- | -------- | ------ |
| FC Sochaux-Montbéliard | 1-1      | FC Metz  | 3-4    |

Feuille de match
| 1er mai 2010 | FC Sochaux-Montbéliard | 1-1             | FC Metz | Stade de France            |                            |
| 17h15        | Cédric Bakambu 39e | (1–0)           | Jordan Faucher 54e | Arbitrage : Aurélien Petit | Arbitrage : Aurélien Petit |
| 17h15        | Rapport |                 | | Arbitrage : Aurélien Petit | Arbitrage : Aurélien Petit |
| 17h15        | Giraud · Gurler · Bakambu · Dias · Pereira | Tirs au but 3-4 | Kayombo · N'Ganvala · N'Gbakoto · Ferino · Nya Ngatcha · | Arbitrage : Aurélien Petit | Arbitrage : Aurélien Petit |
| 17h15        | Pierrick Cros - Clément Giraud, Jérôme Roussillon, Bastein Faugère, Yann Boe-Kane - Petrus Boumal (Quentin Pereira 61e ), Serdar Gurler (cap), Cheik Kourouma, Cédric Bakambu - Rafaël Dias, Plaisir Bahamboula (Yven Moyo 61e ). · Entraîneur : Jean-Sébastien Mérieux. | Équipes         | Anthony M'Fa Mezui - Adrien Ferino, Gaëtan Bussmann, Teddy Kayombo, Kalidou Koulibaly ( 41e)- Bouna Sarr (Jérémy Melignier 78e ), Samy Kehli (Yohann Croizet 70e ), Ganelan N'Ganvala, Jordan Faucher (Romaric Nya Ngatcha 84e ) - Yeni N'Gbakoto ( 79e), Seydou Simpara. · Entraîneur : Olivier Perrin. | Arbitrage : Aurélien Petit | Arbitrage : Aurélien Petit |